# Comodo Group

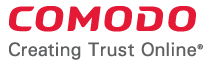
Logo

Comodo Group is een computersoftwarebedrijf en een Secure Sockets Layer-certificaatverdeler. Het bedrijf is verantwoordelijk voor de ontwikkeling van desktopsoftware, zoals: Comodo firewall pro, Comodo Antivirus, anti-spam, Comodo BackUp en Comodo Ivault. 
Comodo ontwikkelt de meeste desktopproducten voor gratis gebruik. Zijn doel is echter wel het maken van winst. Door met behulp van zijn producten een veilige omgeving te creëren en door de daardoor te verwachten toename van de handel op het internet, hoopt het een vraag te creëren naar zijn beveiligingscertificatensoftware.

## Comodo Dragon
Comodo Dragon is een browser gebaseerd op Chromium. Het doel is om een veiliger omgeving te bieden dan Google Chrome, dat eveneens gebaseerd is op Chromiumtechnologie. Optioneel is het mogelijk de DNS-service van Comodo te gebruiken.

## Comodo Internet Security
Comodo Internet Security is een gratis beveiligingspakket dat Comodo Firewall, Comodo Antivirus en Defense+ integreert. Het is dus een firewall en antivirus ineen. De firewall van Comodo staat goed bekend, Comodo Antivirus is echter betrekkelijk nieuw en nog niet uitvoerig getest door onafhankelijke testorganisaties.